# Kostel Panny Marie, královny posvátného růžence
Kostel Panny Marie, královny posvátného růžence, je kostel stojící v ostravské místní části Hrabůvka.

## Historie
Impulzem pro jeho stavbu se počátkem 20. století stala rozepře mezi obyvateli Hrabové a Hrabůvky o polohu nového kostela, po níž se hrabůvečtí rozhodli pro výstavbu svatostánku vlastního a v roce 1908 založili za podpory probošta Antonína Cyrila Stojana a hrabovského faráře Antonína Mohapla Jednotu Růžencové Panny Marie. Stavba samotného kostela začala v říjnu 1909 a slavnostní vysvěcení se konalo 16. října 1910, hrabůvecká farnost byla vyfařena z Hrabové v roce 1911. Před kostelem se nacházela socha svatého Floriána z roku 1763, která je dnes umístěna na Masarykově náměstí v Ostravě.

## Galerie

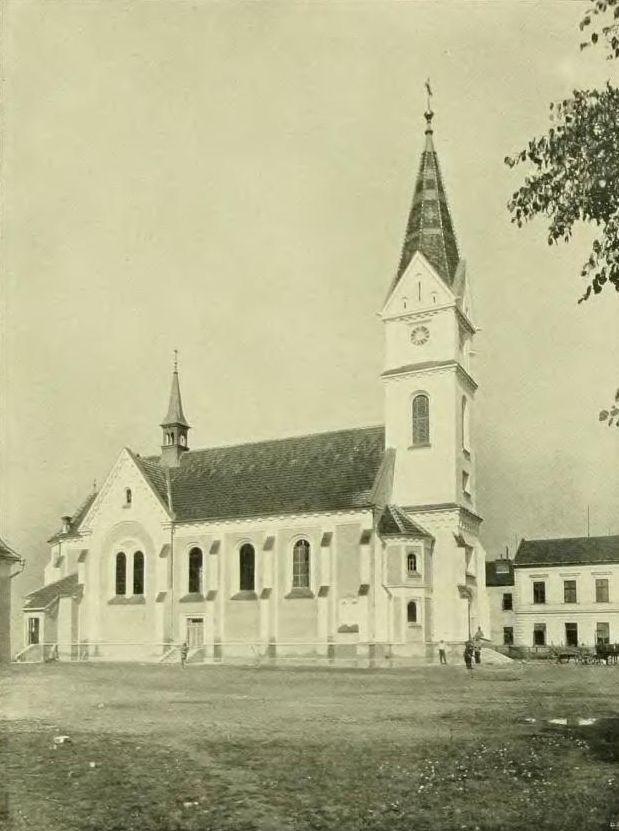
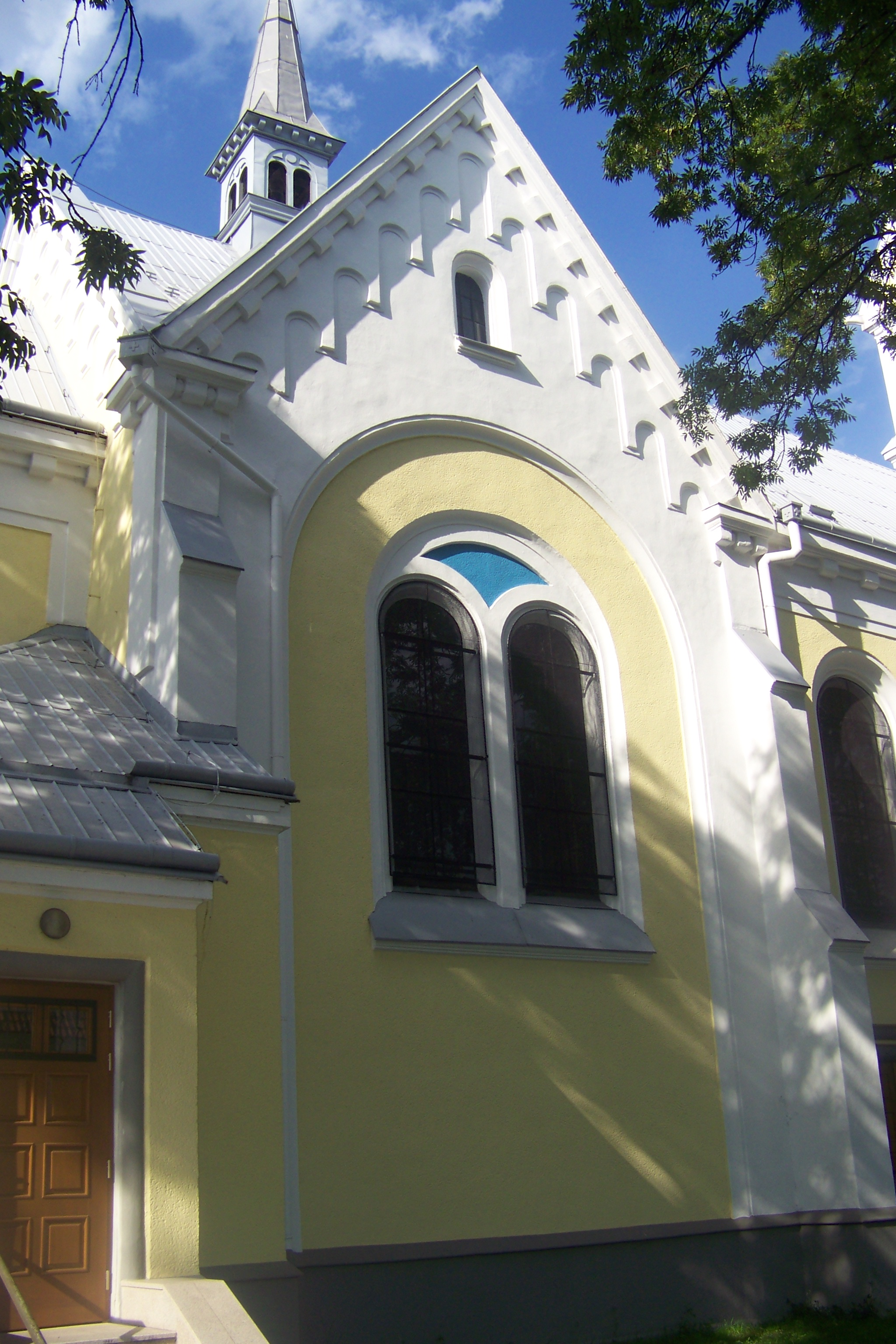
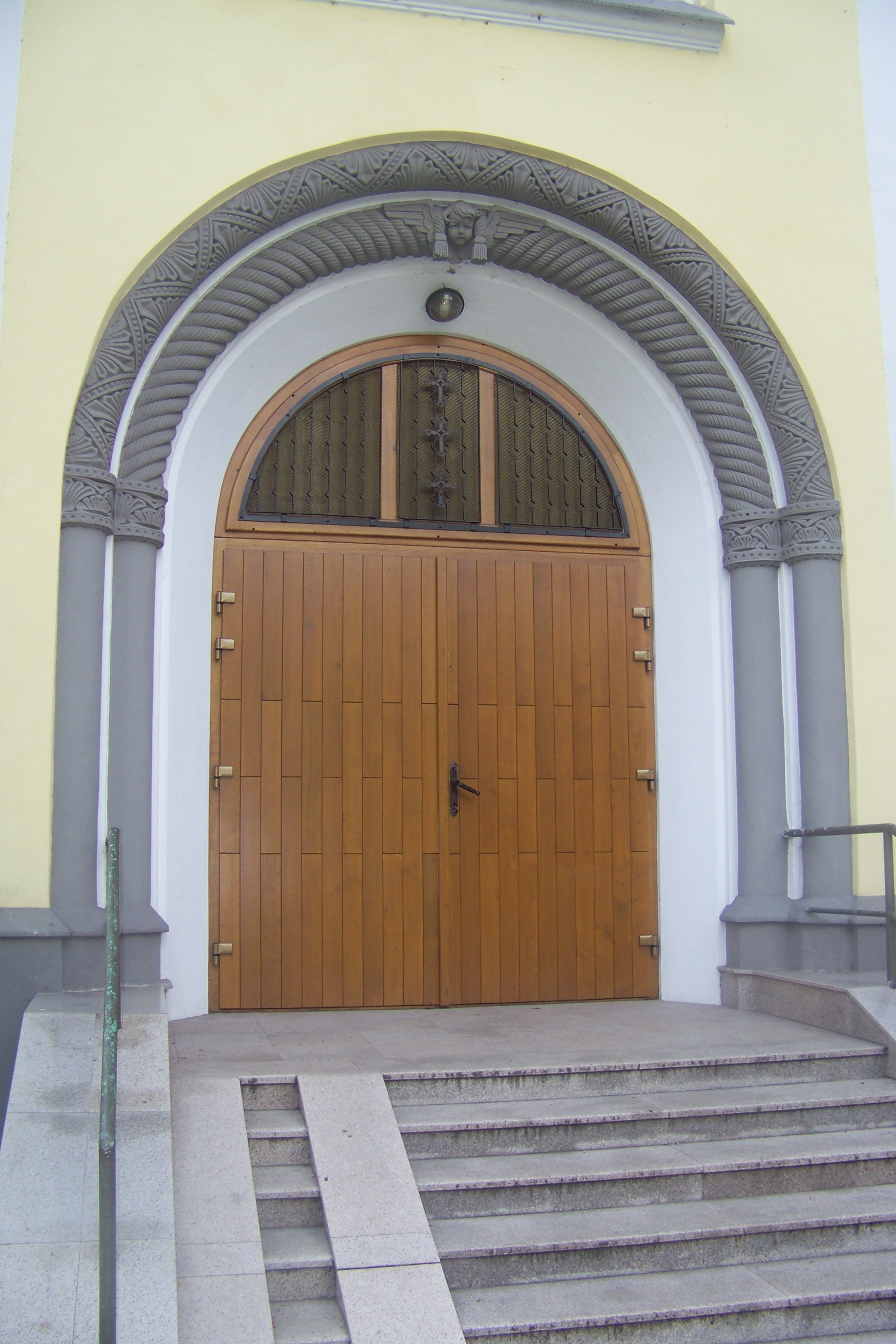
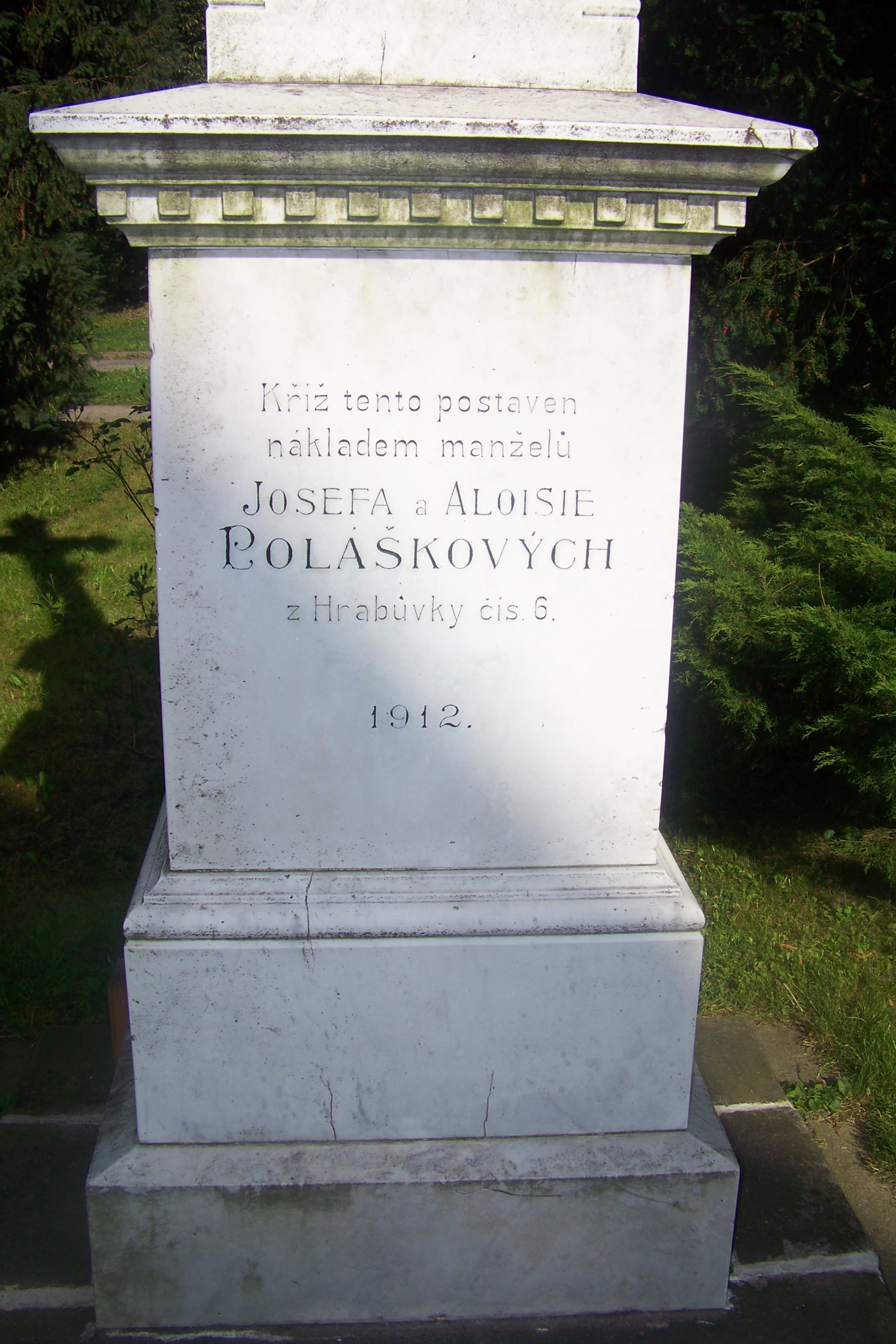